# Varistaffella
Varistaffella es un género de foraminífero bentónico de la subfamilia Eostaffellinae, de la familia Eostaffellidae, de la superfamilia Ozawainelloidea, del suborden Fusulinina y del orden Fusulinida. Su especie tipo es Pseudostaffella ziganica. Su rango cronoestratigráfico abarca desde el Bashkiriense hasta el Moscoviense inferior (Carbonífero superior).

## Discusión
Clasificaciones previas hubiesen incluido Varistaffella en la subfamilia Pseudostaffellinae, de la familia Ozawainellidae, y de la superfamilia Fusulinoidea. Clasificaciones más recientes incluyen Varistaffella en la subclase Fusulinana de la clase Fusulinata.

## Clasificación
Varistaffella incluye a las siguientes especies:
- Varistaffella eostatfellaeformis †
- Varistaffella korobezkikhi †
- Varistaffella libera †
- Varistaffella varsanofievae †
- Varistaffella ziganica †

Otra especie considerada en Varistaffella es:
- Varistaffella irinovkensis †, de posición genérica incierta